# Африканский Кубок чемпионов 1988
Африканский Кубок чемпионов 1988 — 24-й розыгрыш турнира. Трофей впервые завоевал клуб «ЕС Сетиф» из Алжира.

## Предварительный раунд
| Команда 1         | Итог | Команда 2       | 1-й матч | 2-й матч |
| ----------------- | ---- | --------------- | -------- | -------- |
| Манзини Уондерерс | 6:1  | Тауншип Роллерз | 2:0      | 4:1      |
| Эла Нгуема        | 0:5  | Этуаль дю Конго | 0:1      | 0:4      |
| Пантерес Нуарес   | 2:3  | Вагад           | 2:2      | 0:1      |
| Дефенс Форс       | 2:3  | Санрайс СК      | 2:0      | 0:3      |
| Сьерра Фишерьес   | 0:1  | АС Полис        | 0:1      | 0:0      |

## Первый раунд
| Команда 1           | Итог  | Команда 2            | 1-й матч | 2-й матч |
| ------------------- | ----- | -------------------- | -------- | -------- |
| Ивуаньянву Нэйшнл   | 3:0   | Рекуин де Л’Атлантик | 2:0      | 1:0      |
| Калум Стар          | 1:5   | Африка Спортс        | 0:2      | 1:3      |
| Думбе Сосанне-Монго | 0:2   | Тоннер               | 0:1      | 0:1      |
| Этуаль дю Конго     | 0:2   | Интер                | 0:0      | 0:2      |
| Инвинсибле XI       | 0:1   | ФАР                  | 0:1      | 0:0      |
| Матчедже            | 4:3   | Жос Носю Бе          | 3:1      | 1:2      |
| Петру Атлетику      | 3:1   | ТП Мазембе           | 2:1      | 1:0      |
| Санрайс СК          | 4:3   | Блэк Ринос           | 2:1      | 2:2      |
| АС Полис            | п2:2  | Сейб                 | 2:0      | 0:2      |
| Асанте Котоко       | 2:2п  | ФК 105               | 2:0      | 0:2      |
| Этуаль дю Сахель    | [ 1 ] | Аль-Наср             |          |          |
| Манзини Уондерерс   | 2:5   | Накивубо Вилла       | 1:4      | 1:1      |
| Стад Мальен         | 1:5   | ЕС Сетиф             | 1:1      | 0:4      |
| Шабана Кисси        | 2:4   | Кабве Уорриорз       | 1:0      | 1:4      |
| Вагад               | 1:7   | Аль-Хиляль           | 1:1      | 0:6      |
| Янг Африканс        | 0:4   | Аль-Ахли             | 0:0      | 0:4      |

## Второй раунд
| Команда 1         | Итог | Команда 2      | 1-й матч | 2-й матч |
| ----------------- | ---- | -------------- | -------- | -------- |
| Ивуаньянву Нэйшнл | 4:3  | Тоннер         | 2:0      | 2:3      |
| Африка Спортс     | 4:2  | Петру Атлетику | 3:0      | 1:2      |
| ФАР               | 6:2  | АС Полис       | 5:0      | 1:2      |
| Санрайс СК        | 3:5  | Матчедже       | 2:0      | 1:5      |
| ФК 105            | 3:2  | Интер          | 2:1      | 1:1      |
| Этуаль дю Сахель  | 2:3  | ЕС Сетиф       | 2:1      | 0:2      |
| Кабве Уорриорз    | 1:3  | Аль-Хиляль     | 0:0      | 1:3      |
| Накивубо Вилла    | 3:6  | Аль-Ахли       | 2:3      | 1:3      |

## Четвертьфиналы
| Команда 1         | Итог | Команда 2     | 1-й матч | 2-й матч |
| ----------------- | ---- | ------------- | -------- | -------- |
| Ивуаньянву Нэйшнл | 3:2  | Африка Спортс | 2:0      | 1:2      |
| Аль-Хиляль        | 1:3  | ФАР           | 1:0      | 0:3      |
| ФК 105            | 3:4  | ЕС Сетиф      | 3:1      | 0:3      |
| Аль-Ахли          | 2:1  | Матчедже      | 2:0      | 0:1      |

## Полуфиналы
| Команда 1         | Итог | Команда 2 | 1-й матч | 2-й матч |
| ----------------- | ---- | --------- | -------- | -------- |
| Ивуаньянву Нэйшнл | п5:5 | ФАР       | 4:1      | 1:4      |
| ЕС Сетиф          | п2:2 | Аль-Ахли  | 2:0      | 0:2      |

## Финал
| 26 ноября 1988    | \| Ивуаньянву Нэйшнл \| 1:0 \| ЕС Сетиф \| | Liberty Stadium, Ибадан |
| Ивуаньянву Нэйшнл | 1:0                                        | ЕС Сетиф                |

| 9 декабря 1988 | \| ЕС Сетиф \| 4:0 \| Ивуаньянву Нэйшнл \| | Constantine       |
| ЕС Сетиф       | 4:0                                        | Ивуаньянву Нэйшнл |

## Чемпион
| Победитель Африканского Кубка чемпионов 1988 |
| -------------------------------------------- |
| ЕС Сетиф 1-й титул                           |